# 莫瓦桑湖
45°59′53″N 7°20′58″E / 45.99806°N 7.34944°E

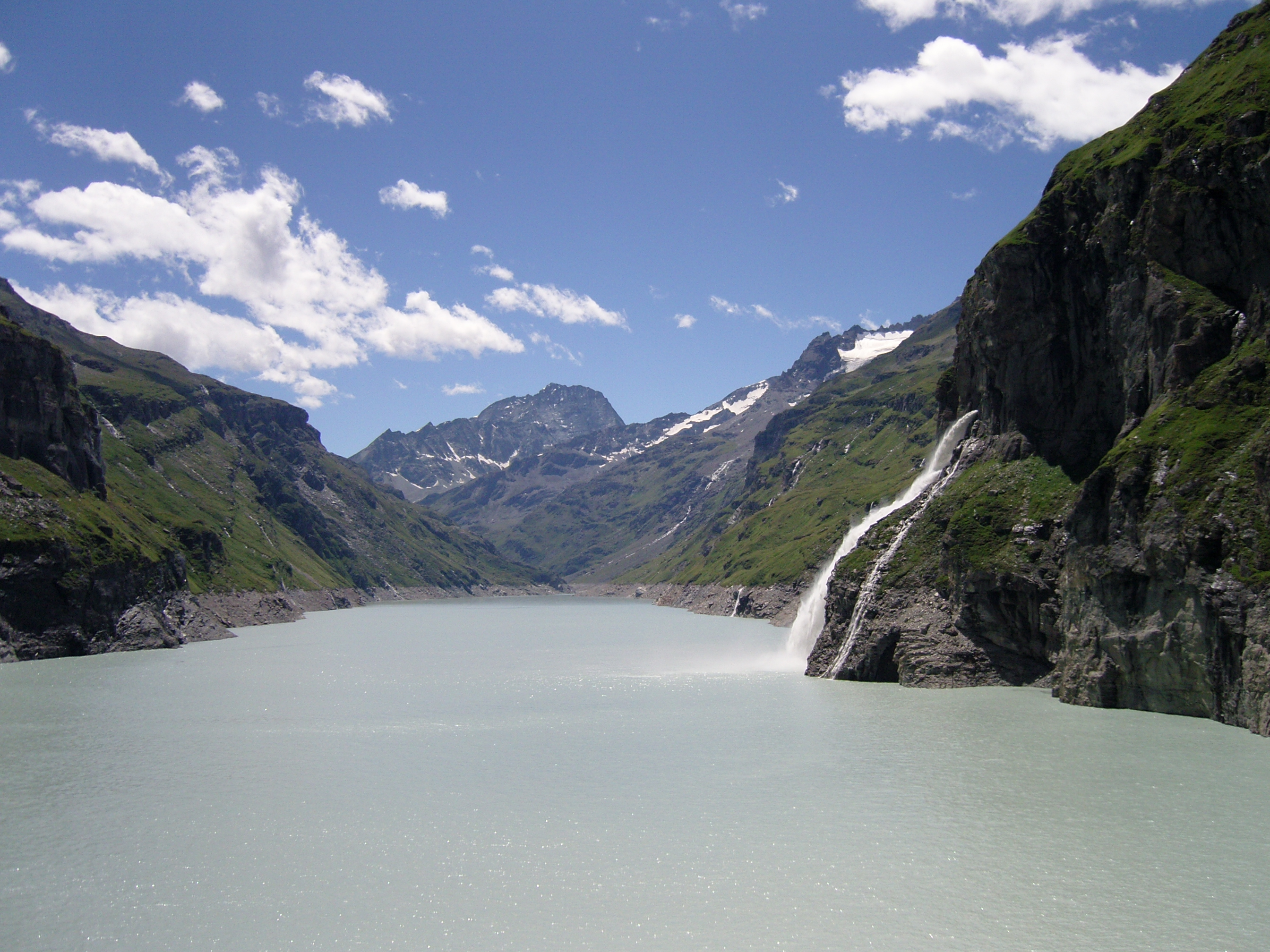

莫瓦桑湖是瑞士的湖泊，位於該國西南部瓦萊州，長4.9公里，面積2.08平方公里，集水區面積113平方公里，海拔高度1,961米，最大水深180米，蓄水量1.8億立方米。

## 外部連結
- Swiss Dams: Profile of Mauvoisin